# Ceriana australis
Ceriana australis är en tvåvingeart som först beskrevs av Macquart 1850.  Ceriana australis ingår i släktet griffelblomflugor, och familjen blomflugor. Inga underarter finns listade i Catalogue of Life.